# Sam Bolling
Torsten Rudolf Samuel (Sam) Bolling, född 7 oktober 1866 i Strängnäs stadsförsamling i Södermanlands län, död 13 maj 1941 i Göteborgs Johannebergs församling i Göteborgs och Bohus län, var en svensk militär.

## Biografi
Bolling avlade studentexamen vid Västerås högre allmänna läroverk 1885. Han avlade officersexamen vid Kungliga Krigsskolan 1888 och utnämndes samma år till underlöjtnant vid Göta artilleriregemente, varefter han tjänstgjorde vid Karlskrona artillerikår 1893–1894 och befordrades till löjtnant 1894 och kapten 1896. Han överflyttades den 1 januari 1902 till det nyinrättade kustartilleriet och var stabschef hos chefen för kustartilleriet 1902–1907, befordrades till major 1905, var kommendant i Älvsborgs fästning och chef för Älvsborgs kustartilleridetachement 1907–1913 och befordrades till överstelöjtnant 1908. Han tjänstgjorde i österrikiska armén 1914. År 1914 befordrades han till överste, varpå han var chef för Karlskrona kustartilleriregemente och artilleribefälhavare i Karlskrona fästning 1914–1924, tillika chef för Kustartilleriets skjutskola 1918–1920. Han var chef för Vaxholms kustartilleriregemente samt kommendant och artilleribefälhavare i Vaxholms fästning 1924–1926. Han inträdde som generalmajor i kustartilleriets reserv 1926.
Han var vice ordförande i Föreningen för Göteborgs försvar 1912–1914, ordförande i Göteborgs frivilliga motorbåtsflottilj 1913–1914, ordförande i kommunstyrelsen i Nya Varvets landskommun 1912–1914.
Sam Bolling invaldes 1914 som ledamot av Kungliga Örlogsmannasällskapet och utsågs 1926 till hedersledamot av sällskapet.
Bolling var son till kaptenen Rudolf Bolling och Gerda Svinhufvud. Bolling gifte sig 1896 med Gerda Louise Bolling (1869–1963), dotter till kommendören Gustaf Emanuel Ulff och Lina Bredberg. Han hade fem barn, bland andra läkaren Bo Bolling (1901–1998) och överstelöjtnanten Stig Bolling (1897–1981). Bolling avled 1941 och gravsattes på Galärvarvskyrkogården i Stockholm.

### Utmärkelser
- Riddare av första klassen av Svärdsorden, 1909.[9]
- Kommendör av andra klassen av Svärdsorden, 1918.[10]
- Kommendör av första klassen av Svärdsorden, 1921.[11]